# A fondo blanco
A fondo blanco es el cuarto álbum de estudio de la banda argentina de heavy metal Almafuerte, publicado en 1999 por Interdisc.

## Detalles
"Tangolpeando" y "La llaga" son algunas de las primeras incursiones de Ricardo Iorio en el género tanguero (el año anterior se había editado "Me da pena confesarlo" en el disco Profeta en su tierra).
"El visitante" fue utilizada en la película homónima, y habla sobre un excombatiente de la Guerra de Malvinas.
En el videoclip de "A vos amigo" se muestra un álbum de Black Sabbath que no existe realmente. Dicha canción está dedicada a los seguidores de Almafuerte.
La canción "Homenaje" está dedicada a Augusto Romero, payador y músico de la localidad de Gualeguaychú (Entre Ríos) y amigo de Ricardo Iorio.
"Si me estás buscando", por su parte, habla y describe al Hogar de Niños Jesús de Nazaret, sito en Moreno (Provincia de Buenos Aires) con el cual Iorio colaboraba llevando donaciones y visitando a los niños y a sus benefactores: Isabel y Sergio.

## Lista de canciones
| N.º | Título                 | Letras        | Música            | Duración |  |
| 1.  | «Homenaje»             | Ricardo Iorio | Claudio Marciello | 4:15     |  |
| 2.  | «Convide rutero»       | Ricardo Iorio | Claudio Marciello | 4:10     |  |
| 3.  | «Si me estás buscando» | Ricardo Iorio | Claudio Marciello | 3:04     |  |
| 4.  | «A vos amigo»          | Ricardo Iorio | Ricardo Iorio     | 4:44     |  |
| 5.  | «Tangolpeando»         | Ricardo Iorio | Ricardo Iorio     | 2:36     |  |
| 6.  | «Aguante Bonavena»     | Ricardo Iorio | Claudio Marciello | 2:43     |  |
| 7.  | «El visitante»         | Ricardo Iorio | Claudio Marciello | 4:20     |  |
| 8.  | «Hoy es»               | Ricardo Iorio | Claudio Marciello | 2:59     |  |
| 9.  | «La llaga»             | Nacho Whisky  | Claudio Marciello | 2:05     |  |
| 10. | «Al pájaro»            | Ricardo Iorio | Ricardo Iorio     | 2:27     |  |
| 11. | «Motivo ciudadano»     | Instrumental  | Claudio Marciello | 1:41     |  |

## Créditos
- Ricardo Iorio - voz y bajo
- Claudio Marciello - guitarras
- Walter Martínez - batería

## Invitado
- Lito Vitale - piano (Motivo ciudadano)